# Autorail Floirat
L'Autorail Floirat est directement issu d'une demande de la SNCF au constructeur d'autocars Floirat. Cela débouche sur la construction des X 5006, 5007 et 5701 à 5708, qui sont livrés à la SNCF de 1946 à 1949.
Ils sont conçus dans l'urgence au sortir de la Seconde Guerre mondiale par simple modifications d'essieux d'autocars de série et cèdent dès 1952-1953 la place à des autorails plus spécifiquement étudiés pour le chemin de fer comme les X 5600.

## Genèse
Au sortir de la Seconde Guerre mondiale, la SNCF doit rapidement reconstituer son parc d'autorails. Elle souhaite entre autres rouvrir au trafic voyageurs des petites lignes jusque là parcourues par des locomotives à vapeur dont le coût d'exploitation se révèle prohibitif. Pour cela, elle fait appel au constructeur d'autocars routiers Floirat afin qu'il adapte un de ses modèles pour le rail dans des délais très court et à moindre coût. Cette proposition repose sur l'expérimentation du « système Talon » en 1943, où une caisse d'autocar est posé sur des chariots (« lorries ») reposant sur les rails ; les roues métalliques des chariots assurent le guidage avant et les roues motrices arrière de l'engin prennent appui sur les rails.
La SNCF commande dans un premier temps deux prototypes, XFL 8001 et XFL 8002 (FL pour « Floirat ») renumérotés X 5006 et X 5007, livrés en octobre et novembre 1946 ; ils sont dérivés de l'autocar Floirat GA1 B6. Ces engins donnant entière satisfaction, la SNCF commande en 1948 huit autres autorails du même modèle, les X 5701 à X 5708.

## Caractéristiques techniques
Les autorails Floirat conservent la caisse et la motorisation : moteur Bernard sous licence Gardner (en) de 105 ch et boîte de vitesses à cinq rapports des autocars dont ils sont issus ; ils ne sont notamment munis que d'un seul poste de conduite et ne sont pas réversibles. Des différentes adaptations à la circulation sur rails, permettant facilement de revenir à la configuration « autocar », concernent :
- le remplacement des roues avec « pneumatiques » par des roues de chemin de fer à bandage « fer » et le montage un essieu avant fixe, (même si l'autorail garde un volant de direction non opérationnel), la modification du système de freinage et l'adjonction de sablières sur les roues AR motrices ;
- le renforcement des pare-chocs et le montage d'un attelage tulipe à l'arrière ;
- l'adaptation du système de signalisation ferroviaire et le montage d'un avertisseur sonore type autorail ;
- la modification des échelles latérales d'accès à la galerie de toiture.

La vitesse maximale en ligne des X 5700 est fixée à 70 km/h, mais leurs performances chutent de manière sensible lorsqu'ils tractent des remorques ou affrontent des rampes importantes.
L'aménagement intérieur n'est pas modifié, offrant 34 places assises, toutes dans le sens de la marche. Malgré des risques d'incendie ou d'asphyxie que cela comporte, le chauffage de l'autorail est assuré par la circulation des gaz d'échappement dans une gaine isolante et étanche, traversant le compartiment voyageurs sur sa longueur.
Les lignes sur lesquelles circulent les autorails Floirat doivent être munies d'une plaque tournante ou d'une boucle circulaire à chaque extrémité au terminus, pour que l'engin et sa remorque soient retournés et puissent repartir poste de conduite en avant. Les deux derniers exemplaires construits (X 5707 et 5708) possèdent toutefois un système de pivotement autonome de la caisse grâce à une plaque abaissée en partie centrale entre les deux essieux par des vérins.
Sept remorques sont fabriquées en assemblant deux moitiés arrière d'autocars Floirat. Elles sont équipées d'un attelage à l'avant et sont livrées de 1947 à 1949. Elles sont autorisées, elles aussi, à circuler à 70 km/h.

## Carrière
Livrés au dépôt de Crépy-en-Valois fin 1946, les deux prototypes et une remorque circulent sur la ligne Crépy-en-Valois - Senlis. Les huit exemplaires de série et six remorques, bientôt rejoints par le matériel muté depuis Crépy-en-Valois, arrivent au dépôt d'Agen en 1948 et 1949.
Les dix autorails Foirat prennent en charge les liaisons Agen - Auch et  Agen - Cahors - Capdenac. Rapidement supplantés par les X 5600 qui assurent les mêmes services dans de bien meilleures conditions, les autorails Floirat, comptablement amortis dès 1951, sont tous retirés du service en 1952-1953, tout comme les remorques qui les accompagnent. Aucune information ne semble disponible quant au lieu et à la période de leur démolition après leur immobilisation au dépôt de Bordeaux-Bastide, mais aucun d'entre eux n'a été préservé.

## Modélisme
Les autorails Floirat ont été reproduits à l'échelle HO par les firmes suivantes :
- Le Train Jaune / VLN (Vieille Locomotive Noir), en 1985 sous forme de kit en résine et métal à assembler,
- l'artisan AMF87, également en kit résine et métal à assembler,
- les Éditions Atlas, modèle réduit statique en plastique.